# St. Johann Baptist (Asch)

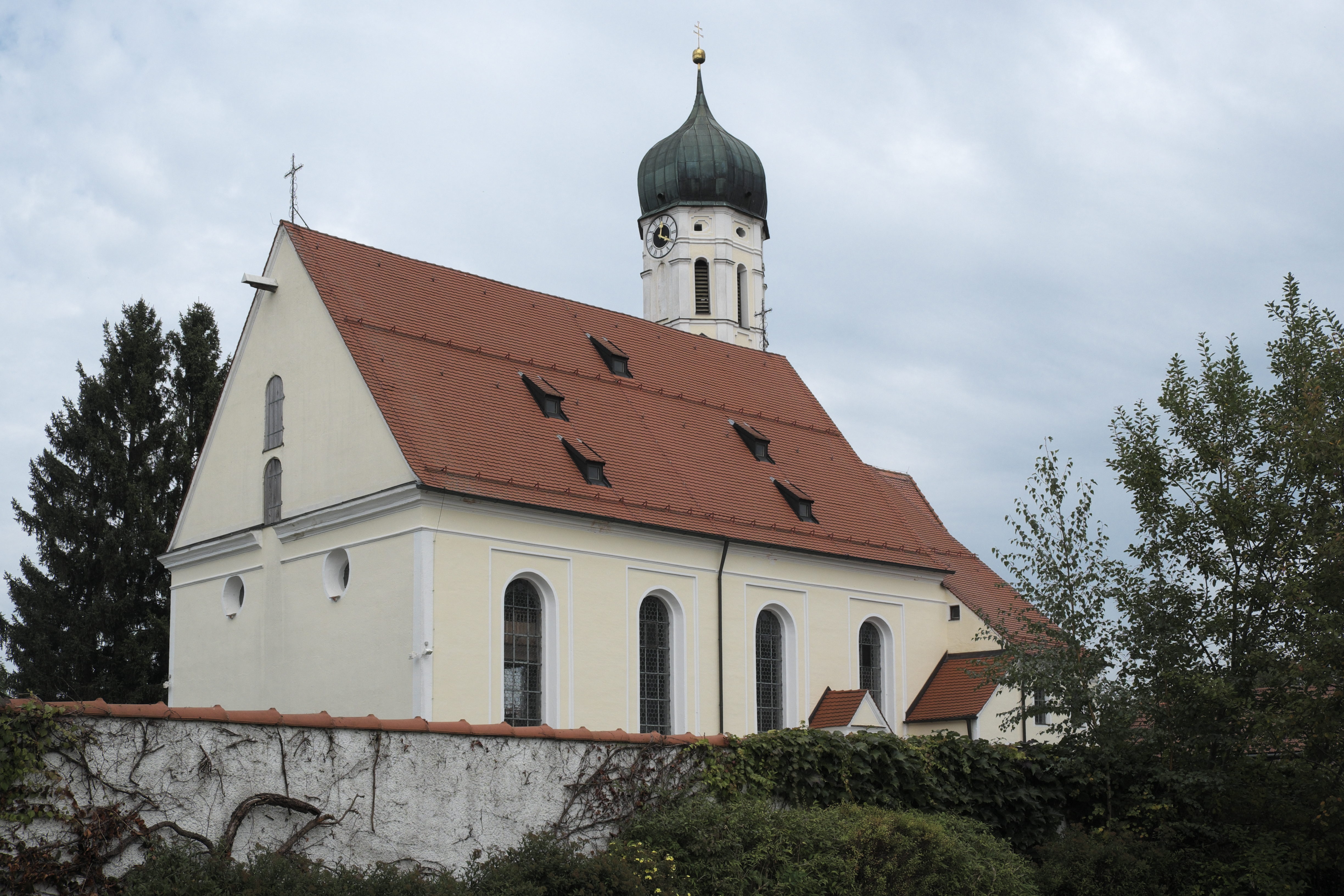
Pfarrkirche St. Johann Baptist

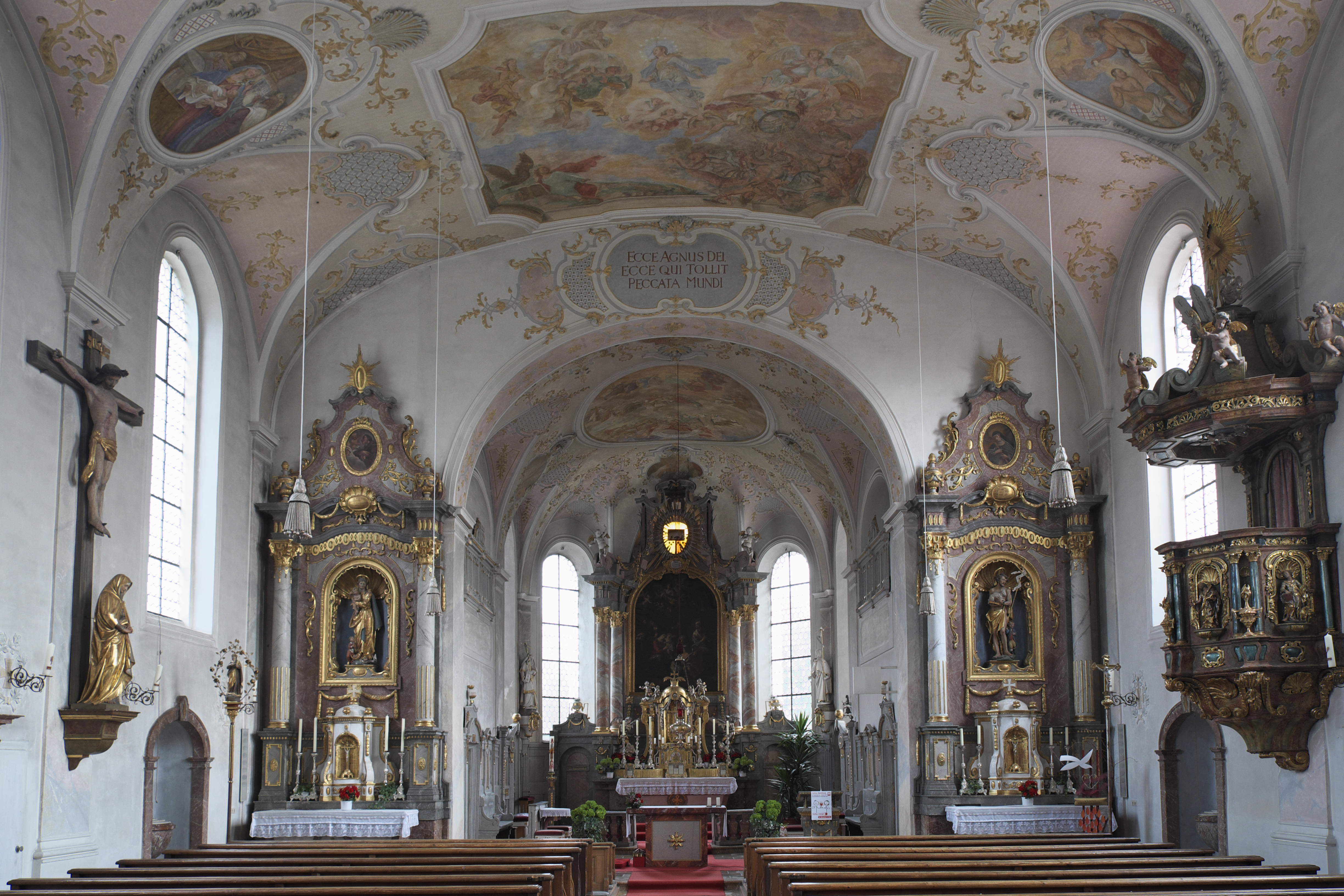
Innenraum

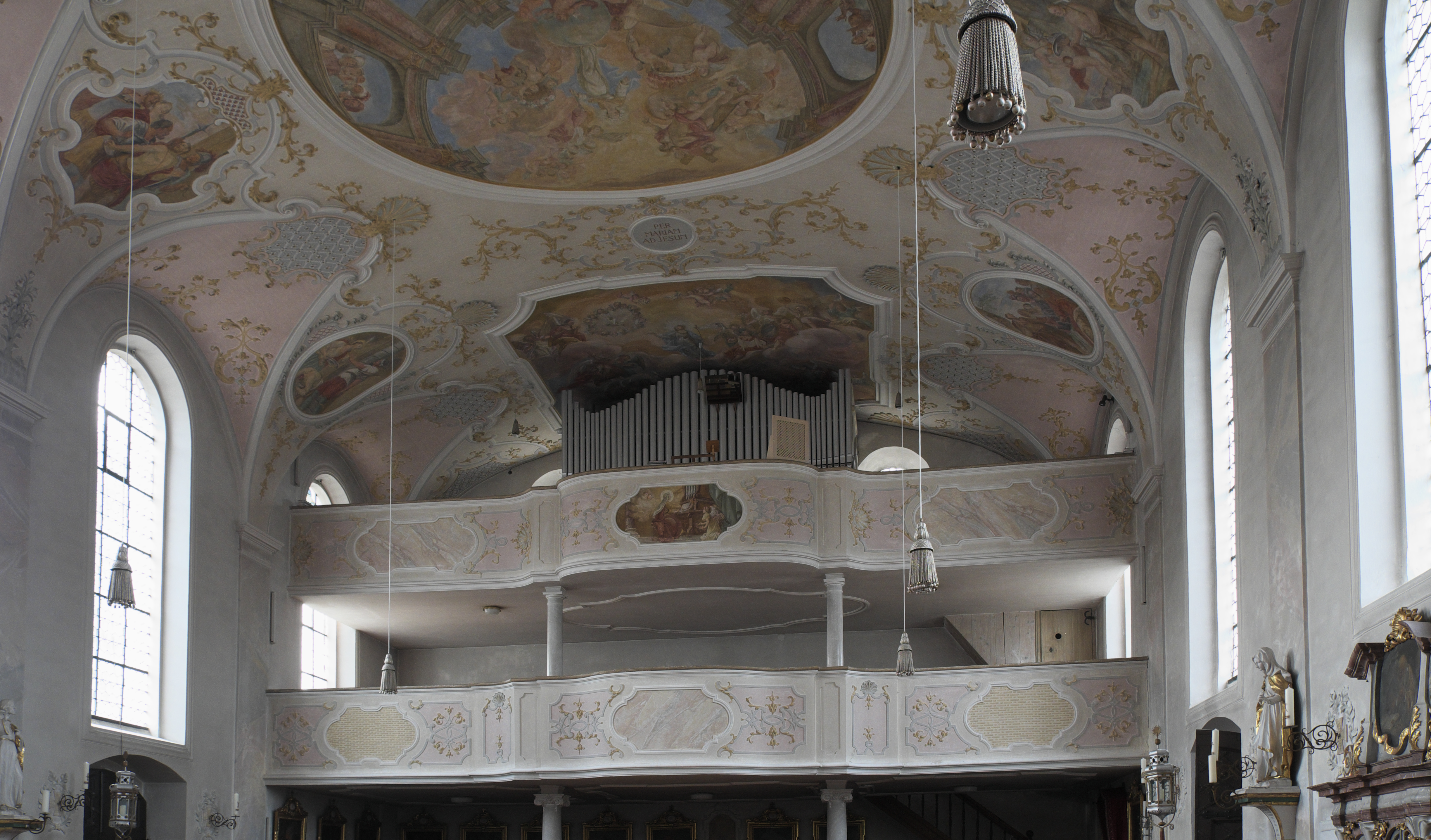
Empore

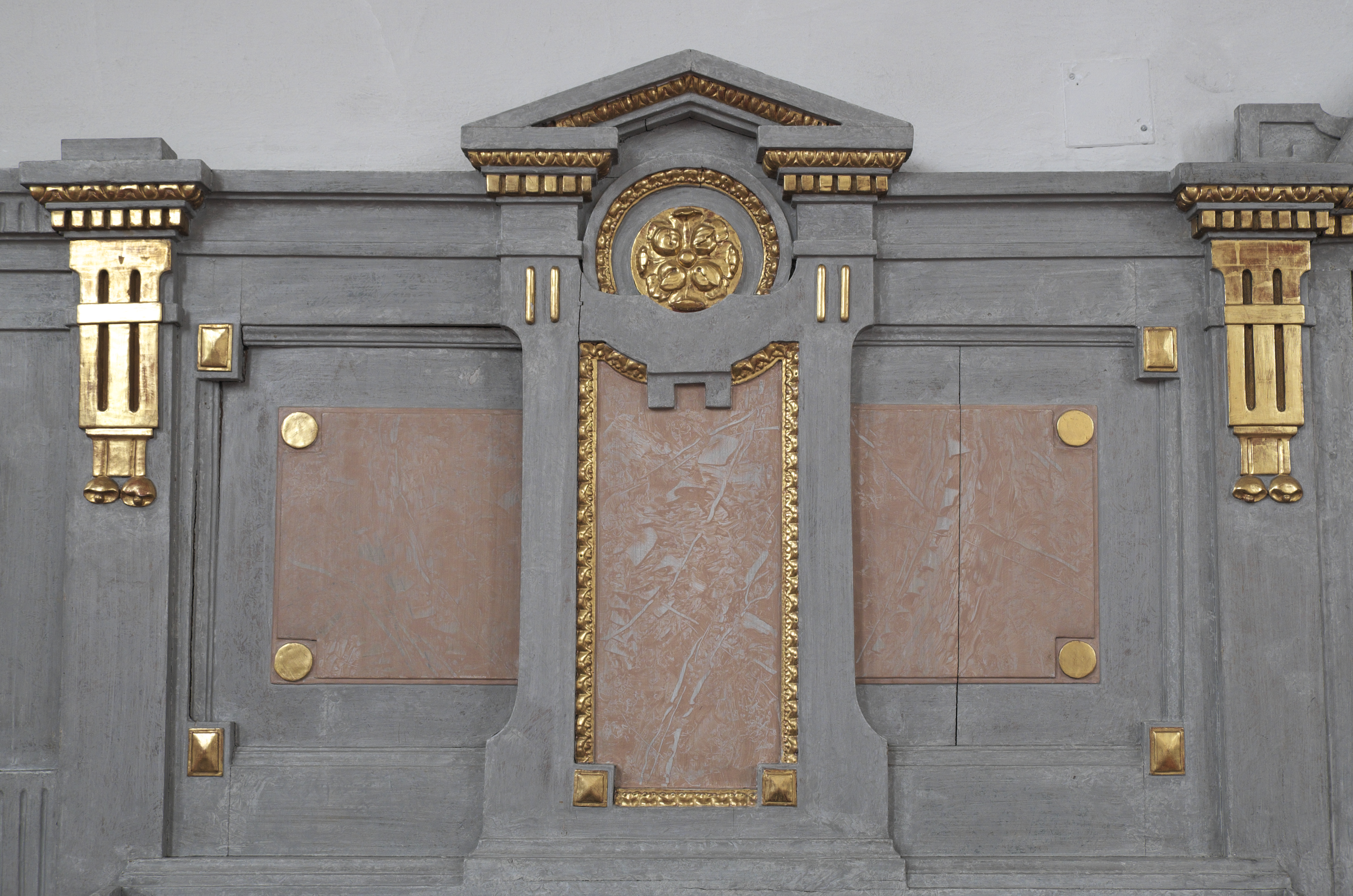
Holztäfelung im Chor

Die katholische Pfarrkirche St. Johann Baptist in Asch, einem Ortsteil der Gemeinde Fuchstal im oberbayerischen Landkreis Landsberg am Lech, ist ein spätbarocker Kirchenbau, der im frühen 18. Jahrhundert an der Stelle einer frühmittelalterlichen  Vorgängerkirche errichtet wurde. Die Johannes dem Täufer geweihte Kirche ist ein geschütztes Baudenkmal.

## Geschichte
Für das Jahr 1241 ist erstmals ein Pfarrer in Asch erwähnt. 1428 wurde eine neue Kirche errichtet, von der noch der Chor und der Unterbau des Turms erhalten sind. Ende des 17. Jahrhunderts wurde der Turm aufgestockt, vermutlich unter der Leitung des Wessobrunner Baumeisters Caspar Feichtmayr. Unter Joseph Schmuzer wurde 1720 ein neues Langhaus errichtet, wobei wahrscheinlich das Damenstift St. Stephan in Augsburg die Baukosten trug.
Bei der archäologischen Grabung im Inneren der Kirche im Jahr 1981 fand man Hinweise auf einen romanischen Vorgängerbau und eine frühmittelalterliche Holzkirche vermutlich des 7./8. Jahrhunderts. Unter der Holzkirche entdeckte man geostete, beigabenlose Körpergräber, die wenig früher angelegt worden waren.

## Architektur

### Außenbau
Die Westfassade wird von zwei kleinen Rundfenstern durchbrochen, im Giebel öffnen sich zwei übereinander gestellte rundbogige Ladeluken. Die großen Rundbogenfenster des Langhauses sind in rechteckige Blendfelder eingeschnitten. Im südlichen Chorwinkel ist eine zweigeschossige, von einem Pultdach gedeckte Sakristei angebaut, an die sich der Oratoriumsaufgang und der Kanzelgang anschließen. An der Nordseite befindet sich ein Vorzeichen. Im nördlichen Chorwinkel erhebt sich der Glockenturm mit rechteckigem Grundriss und oktogonalem Aufbau und Zwiebelhaube. Am Chor verläuft unter dem Dachansatz ein Fries aus Kleeblattbögen.

### Innenraum
Das Langhaus, ein in vier Joche gegliederter Saalbau, wird wie der Chor von einer flachen Stichkappentonne gedeckt, die auf kaum aus der Wand ragenden Pilastern aufliegt. Der zweijochige Chor schließt mit Fünfachtelschluss. Das Obergeschoss des Chors öffnet sich im Süden zu einem Oratorium, an der Nordseite ist ein Geländer vorgetäuscht. Die von Säulen gestützte Doppelempore im Westen wurde 1840 eingebaut.

## Deckenmalereien
Die barocken Deckenmalereien wurden 1961 wieder freigelegt. Sie wurden 1720 ausgeführt und waren 1848 übermalt worden. Im Chor sind Ordensheilige dargestellt, im Langhaus die Huldigung an Maria Immaculata und die Vision des Johannes von Patmos und über der Empore die Vermählung Marias mit der Taube des Heiligen Geistes. Die seitlichen Medaillons enthalten Szenen aus dem Leben des Johannes des Täufers.

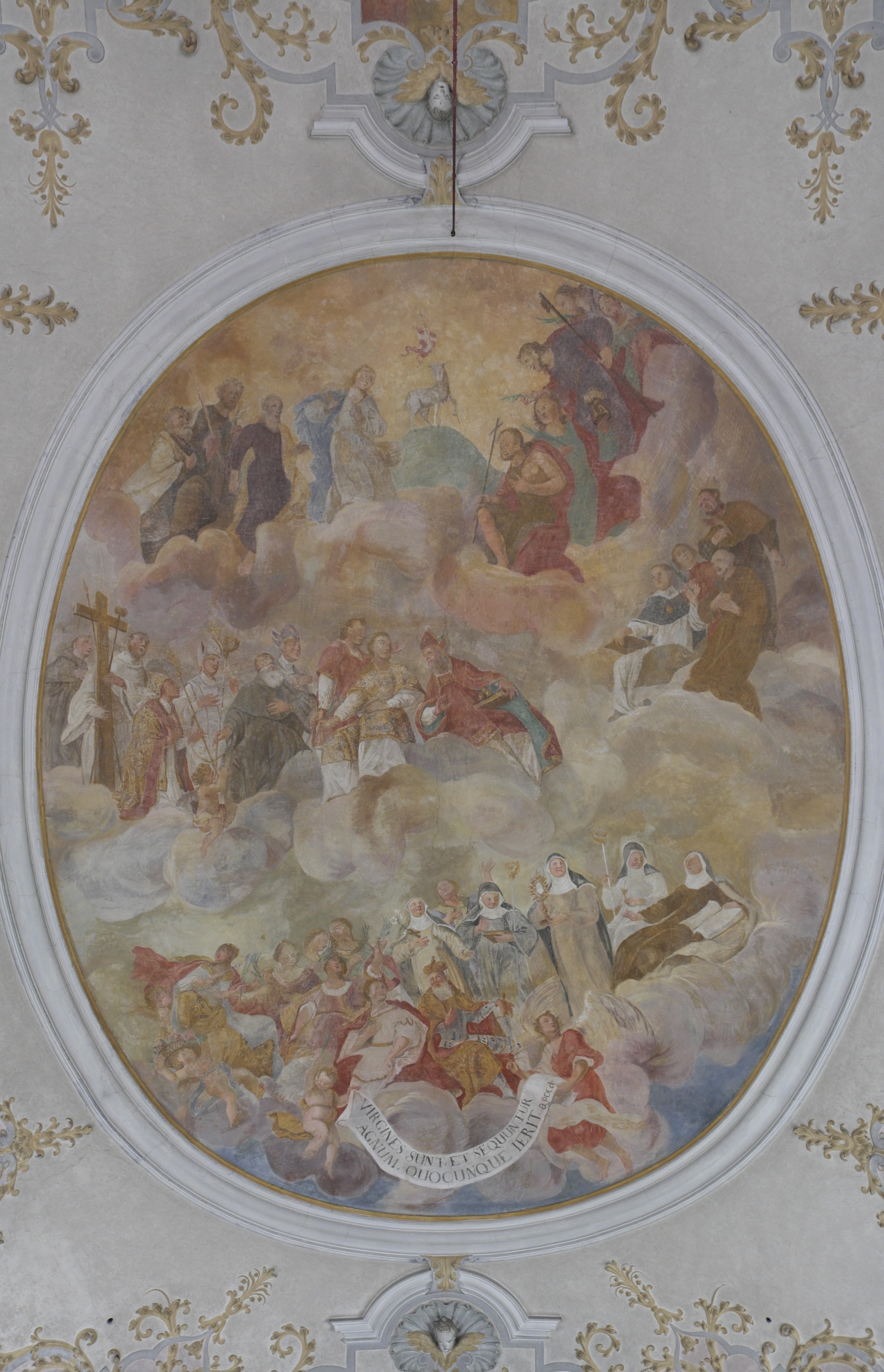
Deckenmalerei im Chor, Ordensheilige
Deckenmalerei im Langhaus, Maria Immaculata
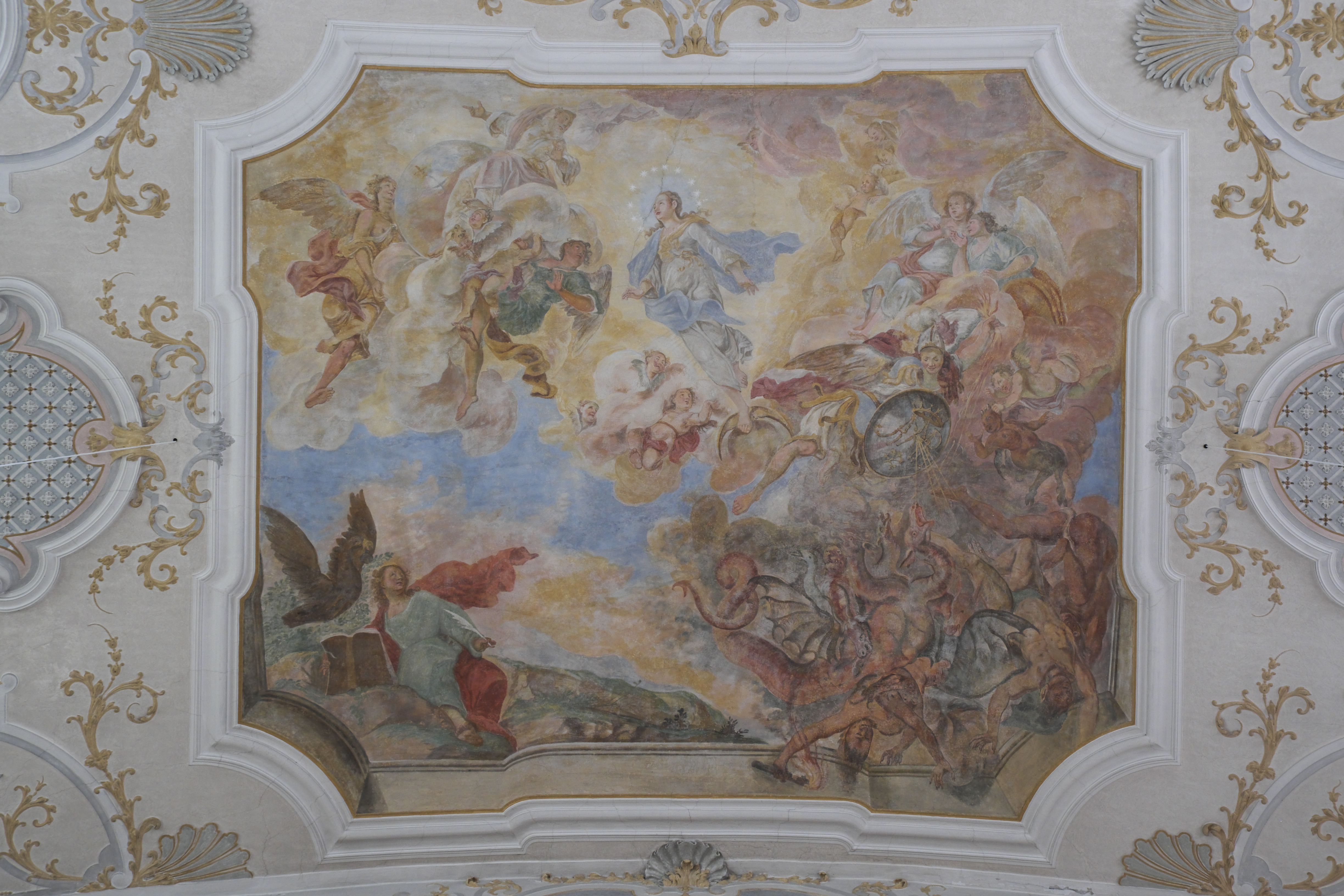
Deckenmalerei im Langhaus, Vision des Johannes von Patmos
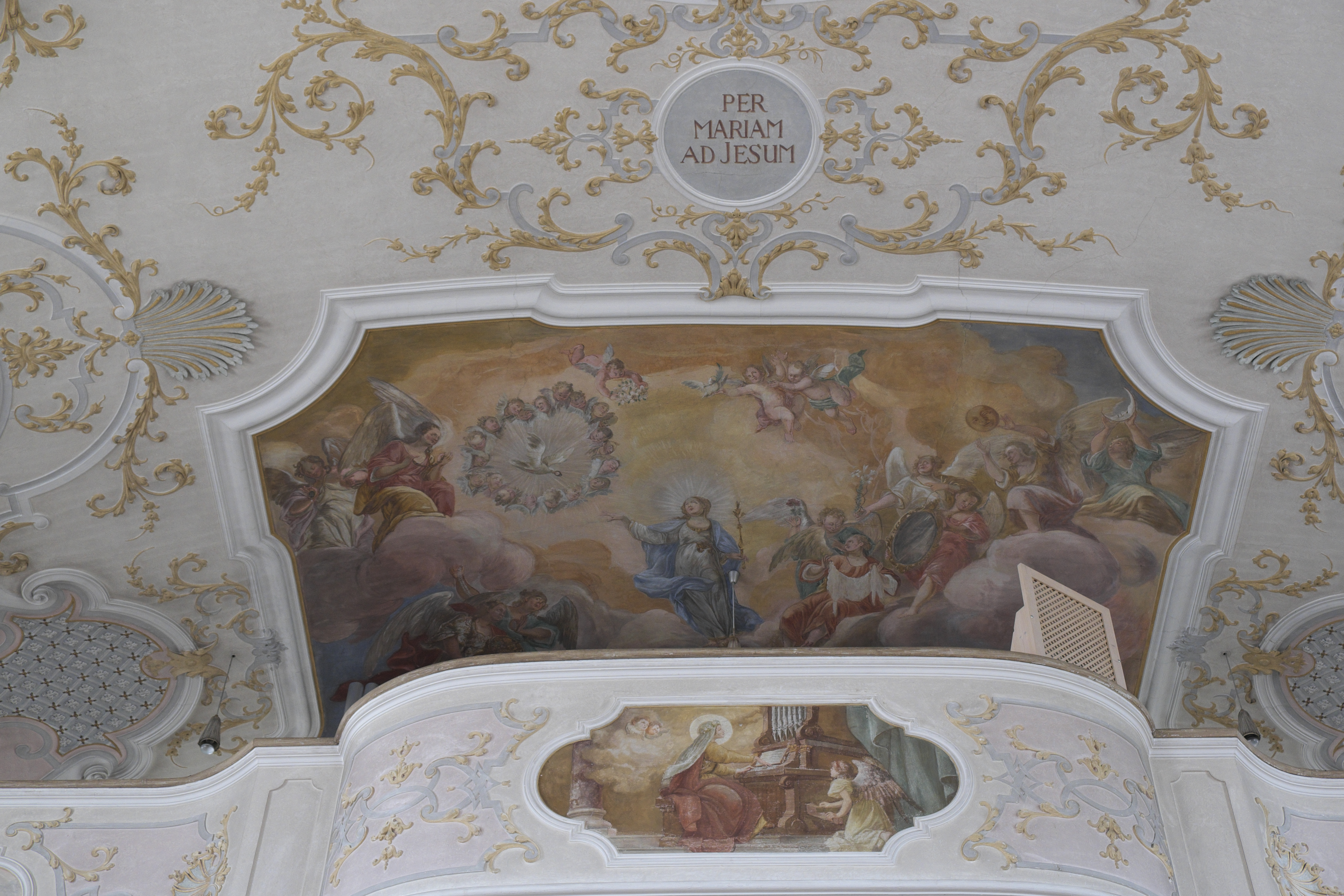
Deckenmalerei über der Empore

## Stuck
Der farbig gefasste Bandelwerk-, Blatt- und Gitterwerkstuck stammt ebenfalls aus der Bauzeit der Kirche und wurde von Joseph Schmuzer geschaffen. Der Stuckdekor an der Empore wurde 1912 durch Fritz Wirth ergänzt.

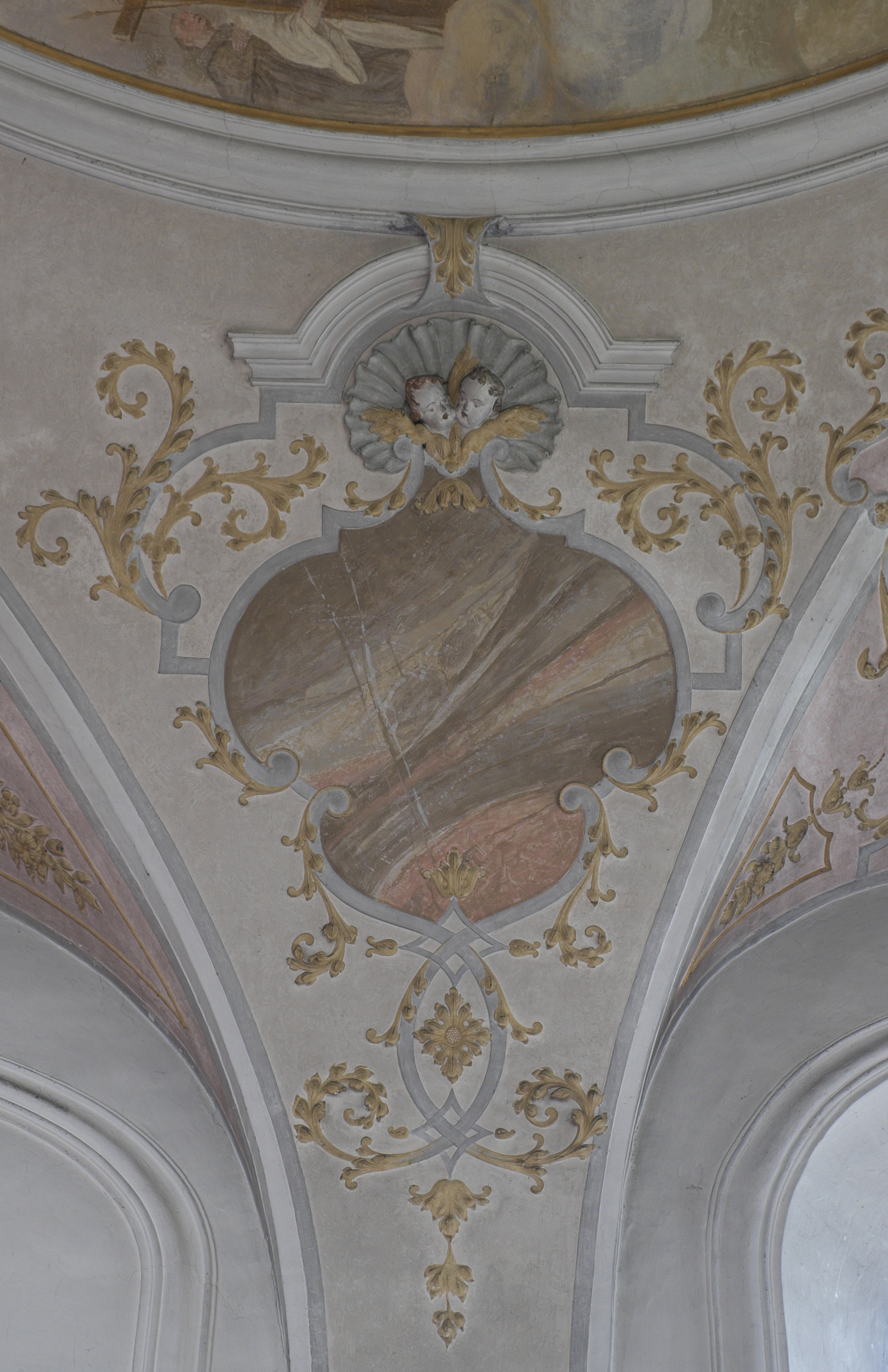
Deckenstuck im Chor
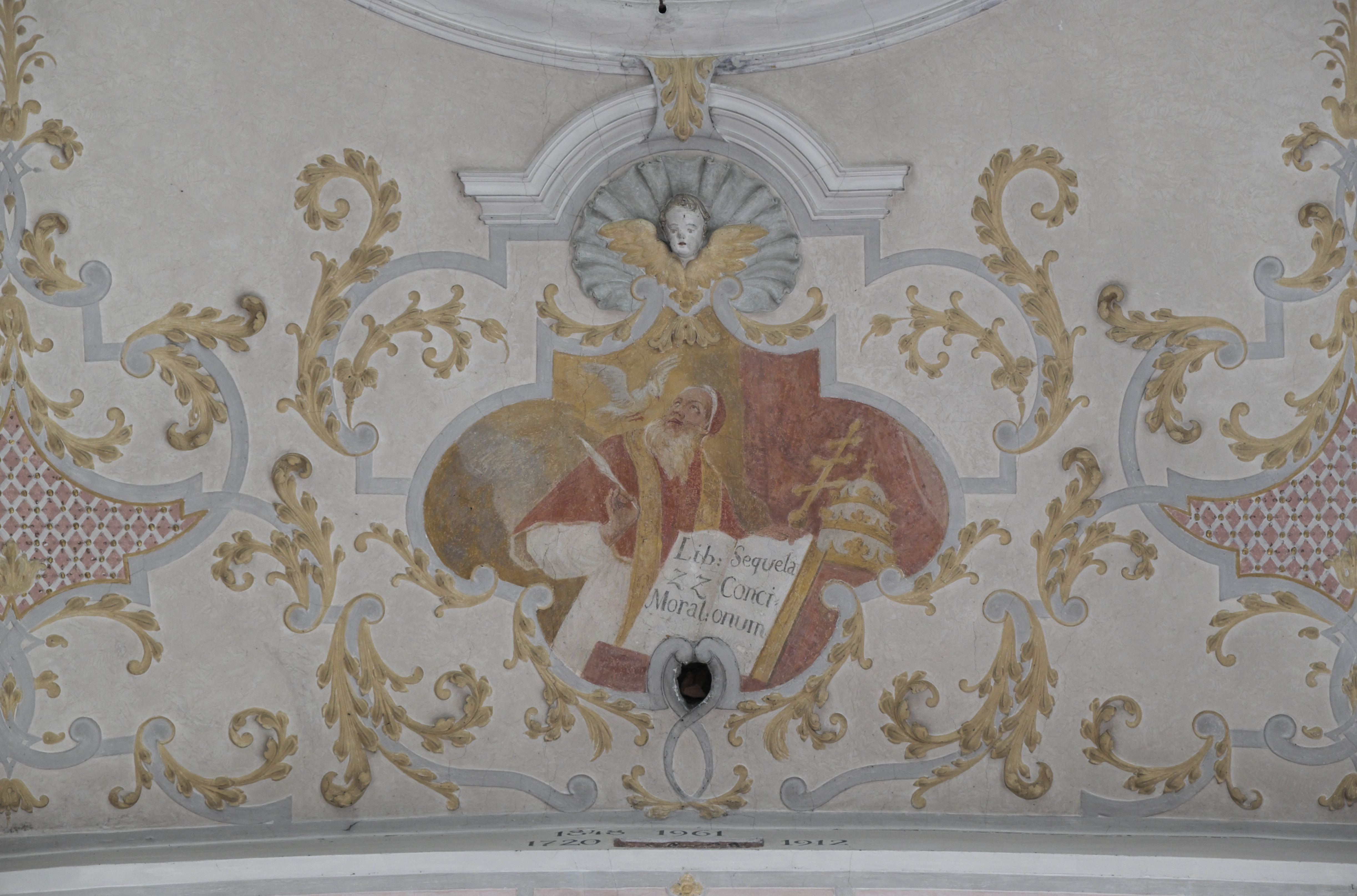
Deckenstuck im Chor
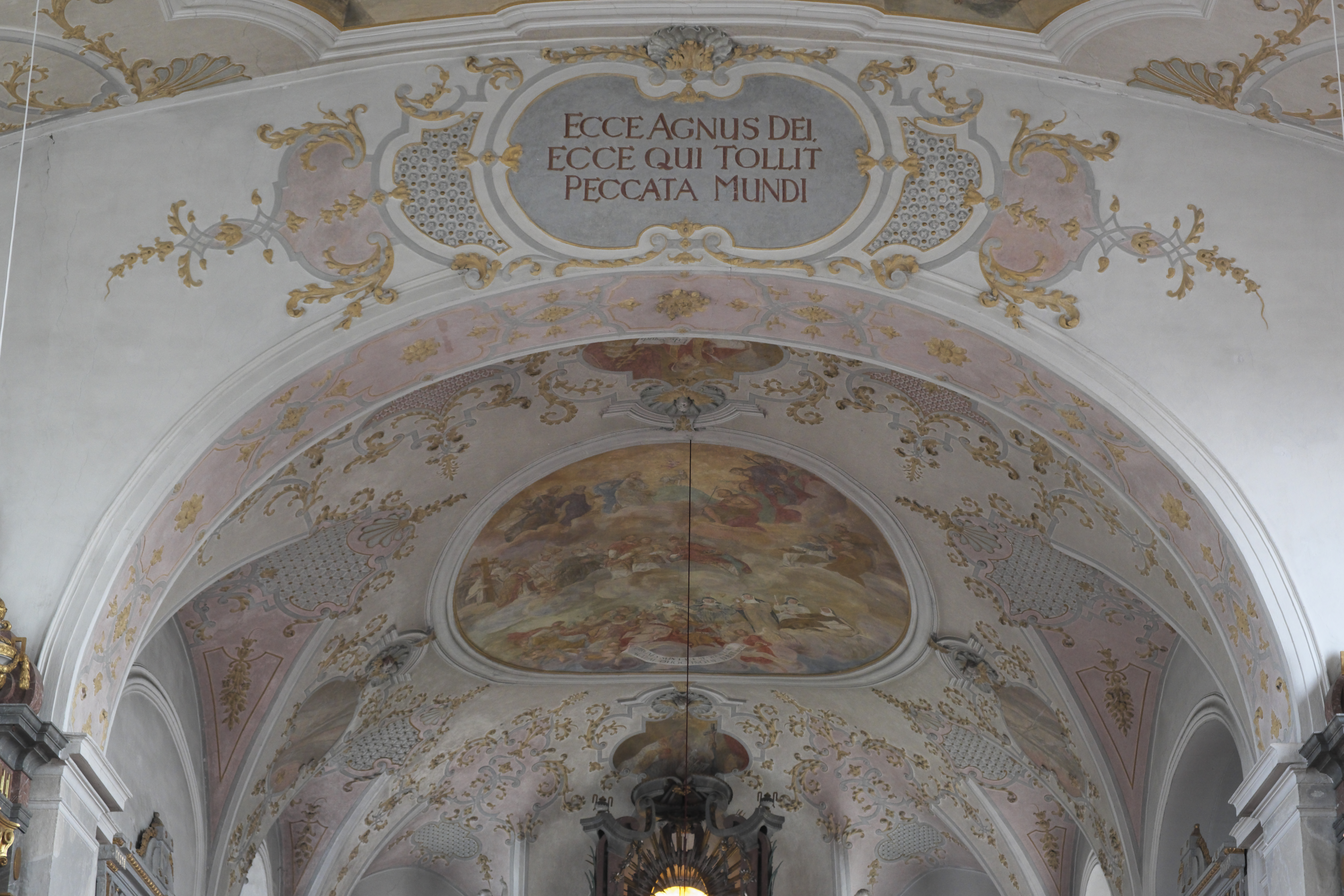
Stuckdekor am Chorbogen
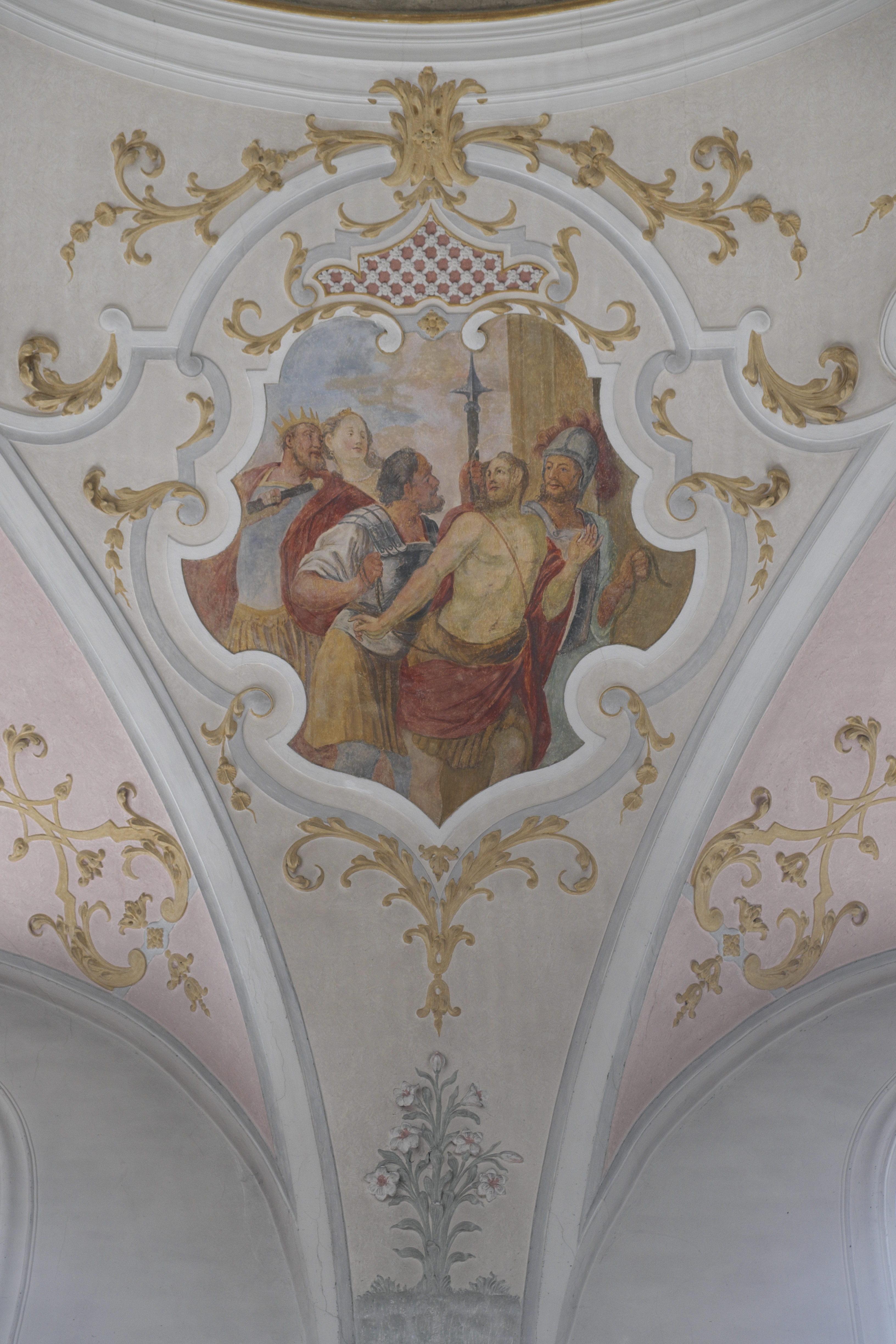
Stuckdekor und Medaillon im Langhaus

## Ausstattung

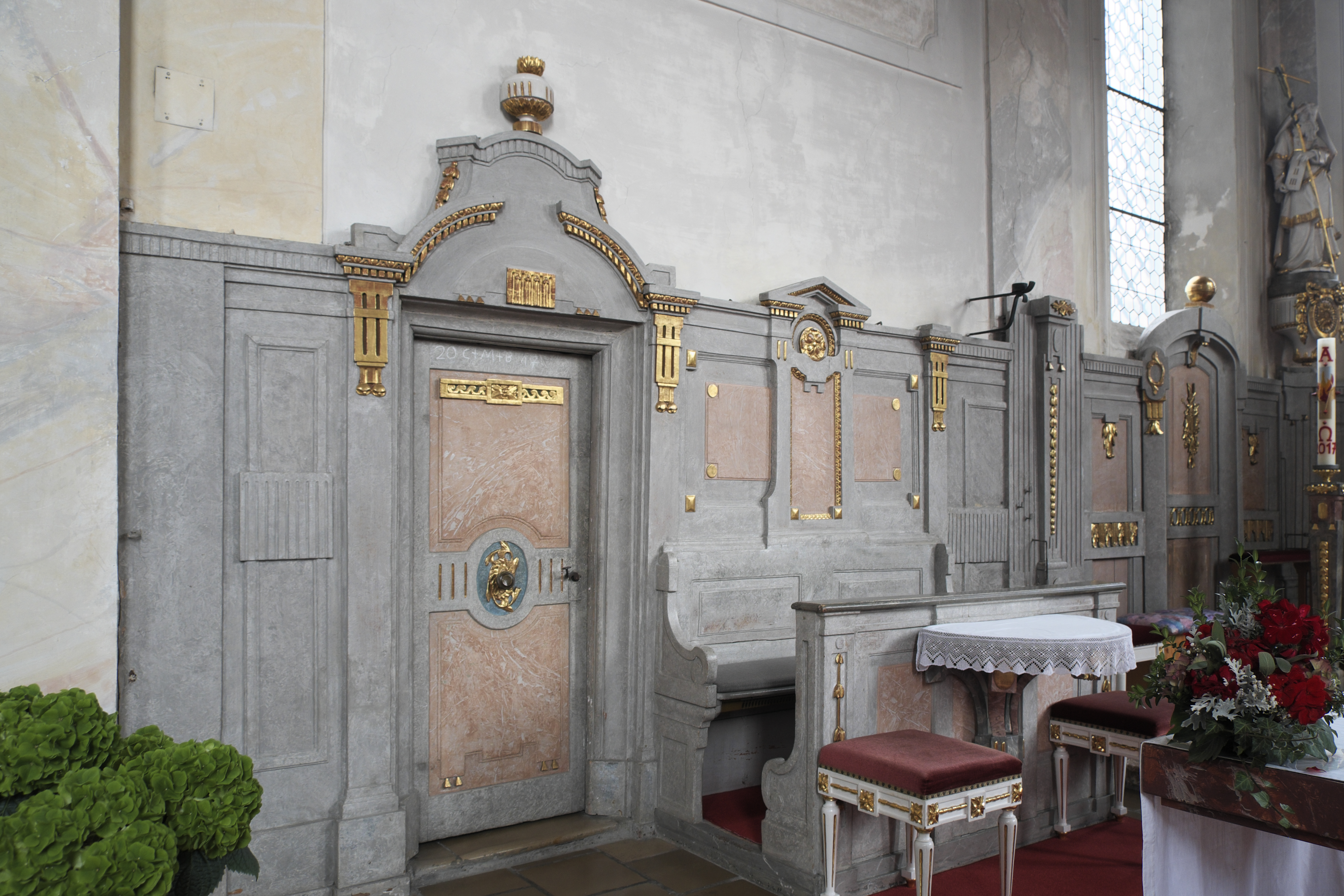
Chorgestühl

- In den viersäuligen Hochaltar von 1823 ist das Altarblatt des barocken Vorgängeraltars integriert. Es wurde 1697 von dem Augsburger Kirchenmaler Johann Georg Melchior Schmidtner ausgeführt und stellt die Heilige Familie und Johannes den Täufer mit den Tempeldienern Hannah und Simeon dar.
- Die Seitenaltäre wurden 1831 angefertigt, die Altarretabel im Stil des Neurokoko stammen von 1912. Die Skulpturen in den Nischen, die Madonnenfigur am nördlichen Altar und Johannes der Täufer am südlichen Altar, wurden vermutlich um 1710 geschaffen.
- Zur barocken Ausstattung zählen die marmorierte und teilweise vergoldete holzgeschnitzte Kanzel, die 1727 eingebaut wurde, und die beiden Beichtstühle.
- Aus der zweiten Ausstattungsphase in den Jahren 1825/30 stammen das Chorgestühl und die Holztäfelung im Chor, die im sogenannten Zopfstil ausgeführt sind. Aus der gleichen Zeit stammen auch das Kommuniongitter, die Oratoriengitter sowie das Tauf- und Weihwasserbecken in den Langhausnischen mit Rahmen aus Rotmarmor. Die weiß gefassten Holzfiguren des Johannes des Täufers und des Moses im Chor werden um 1826 datiert.
- Das spätgotische Kruzifix an der nördlichen Langhauswand aus der Zeit um 1520 wird durch eine schmerzhafte Muttergottes von 1894 ergänzt.

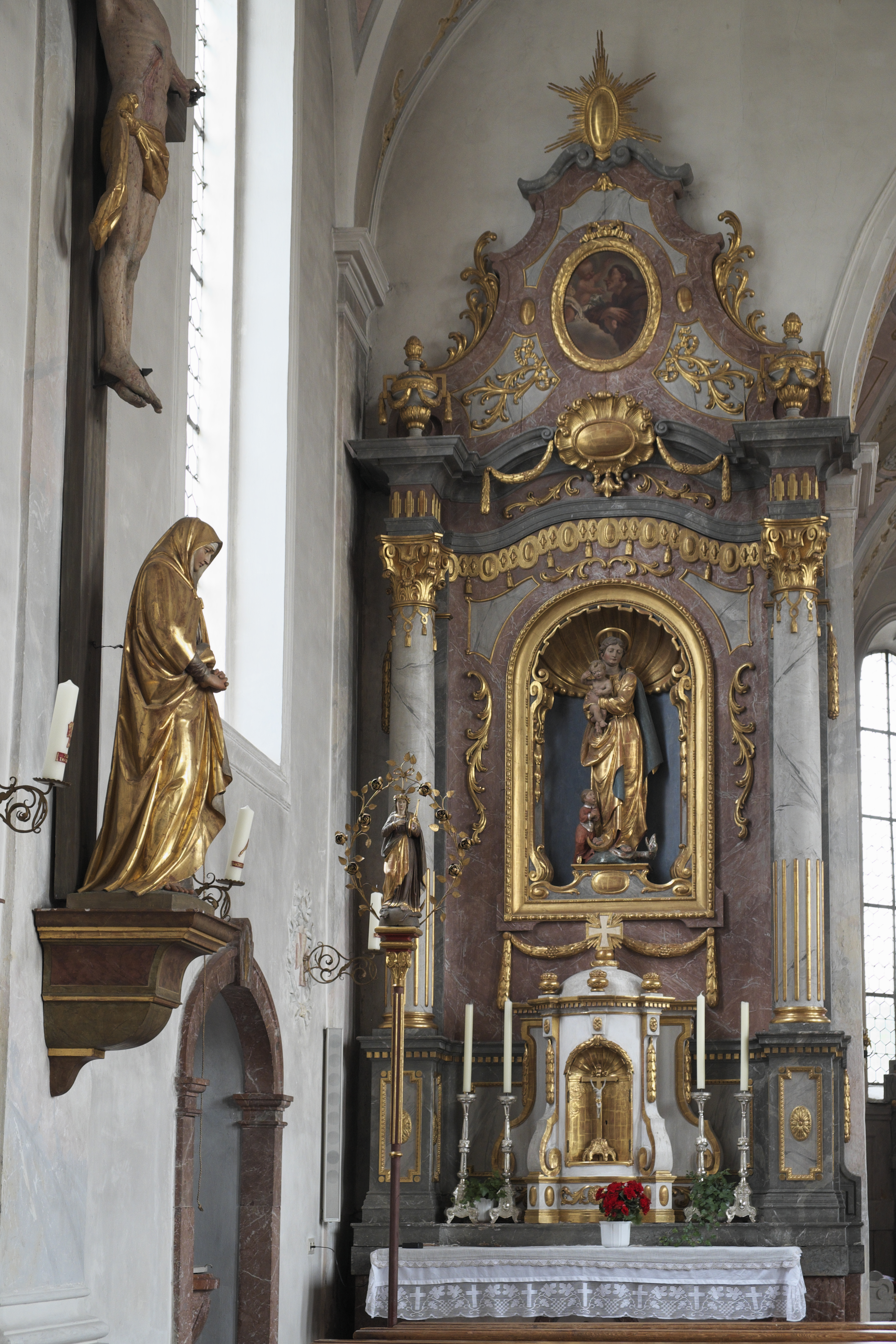
Nördlicher Seitenaltar
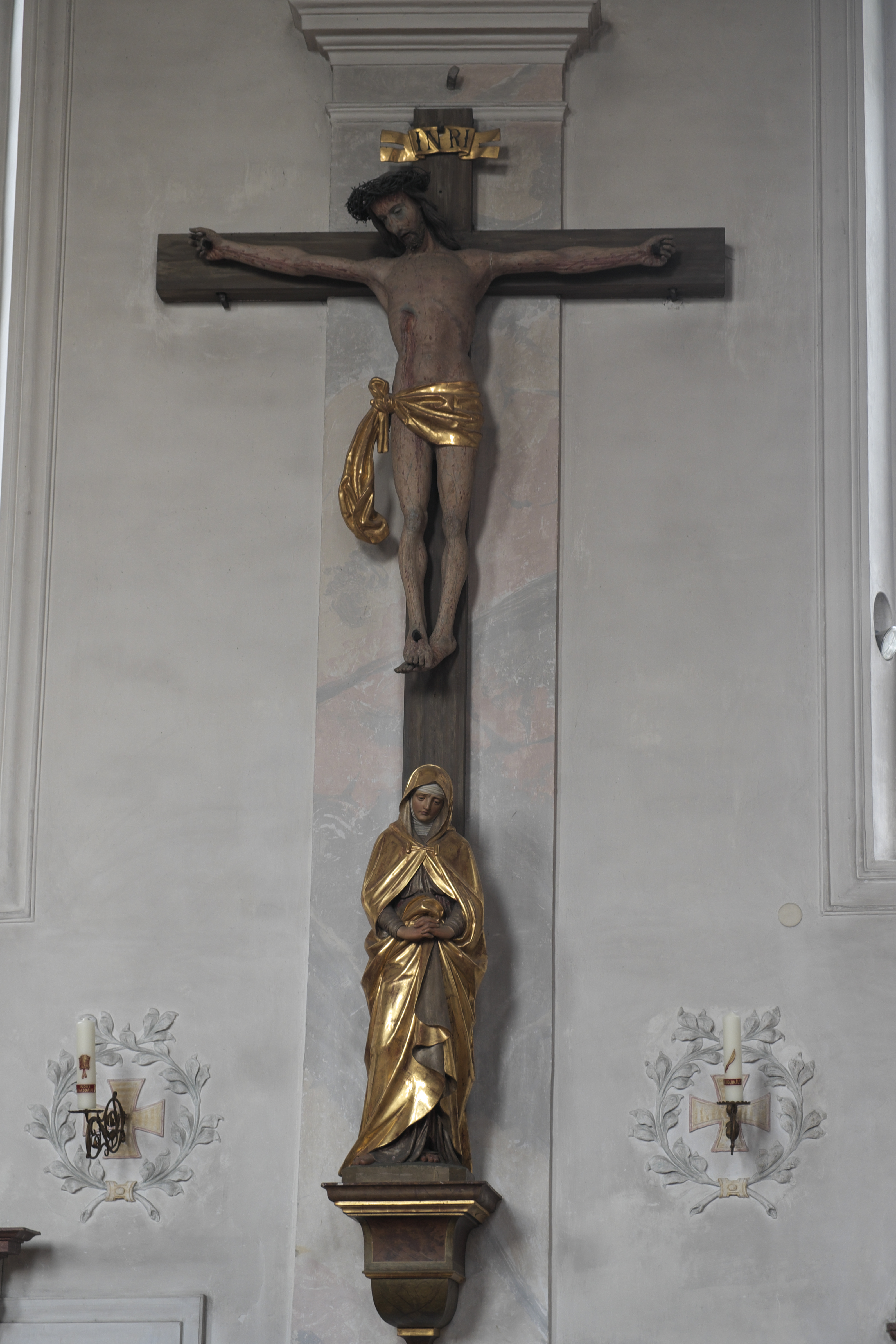
Kruzifix und Mater dolorosa
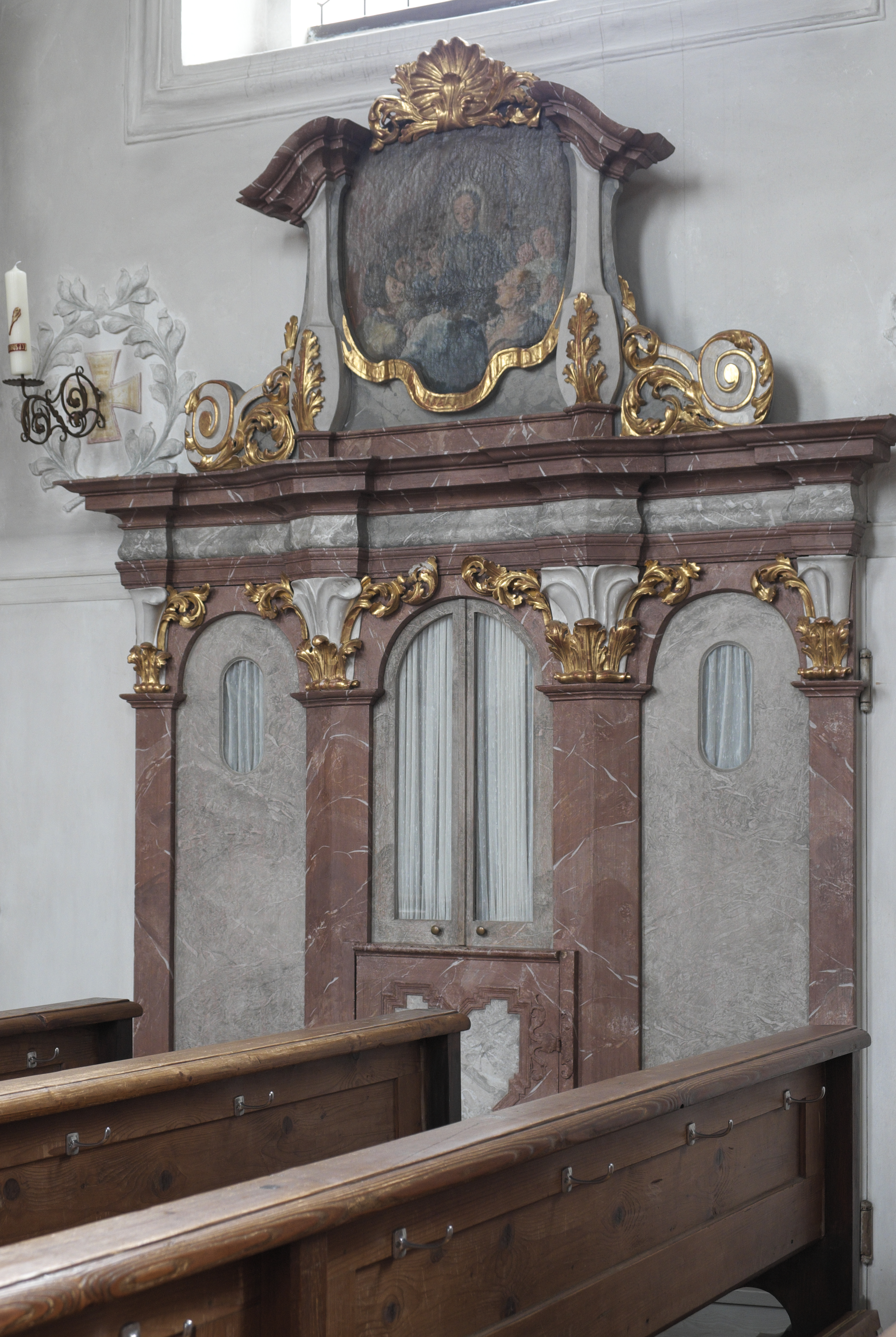
Beichtstuhl
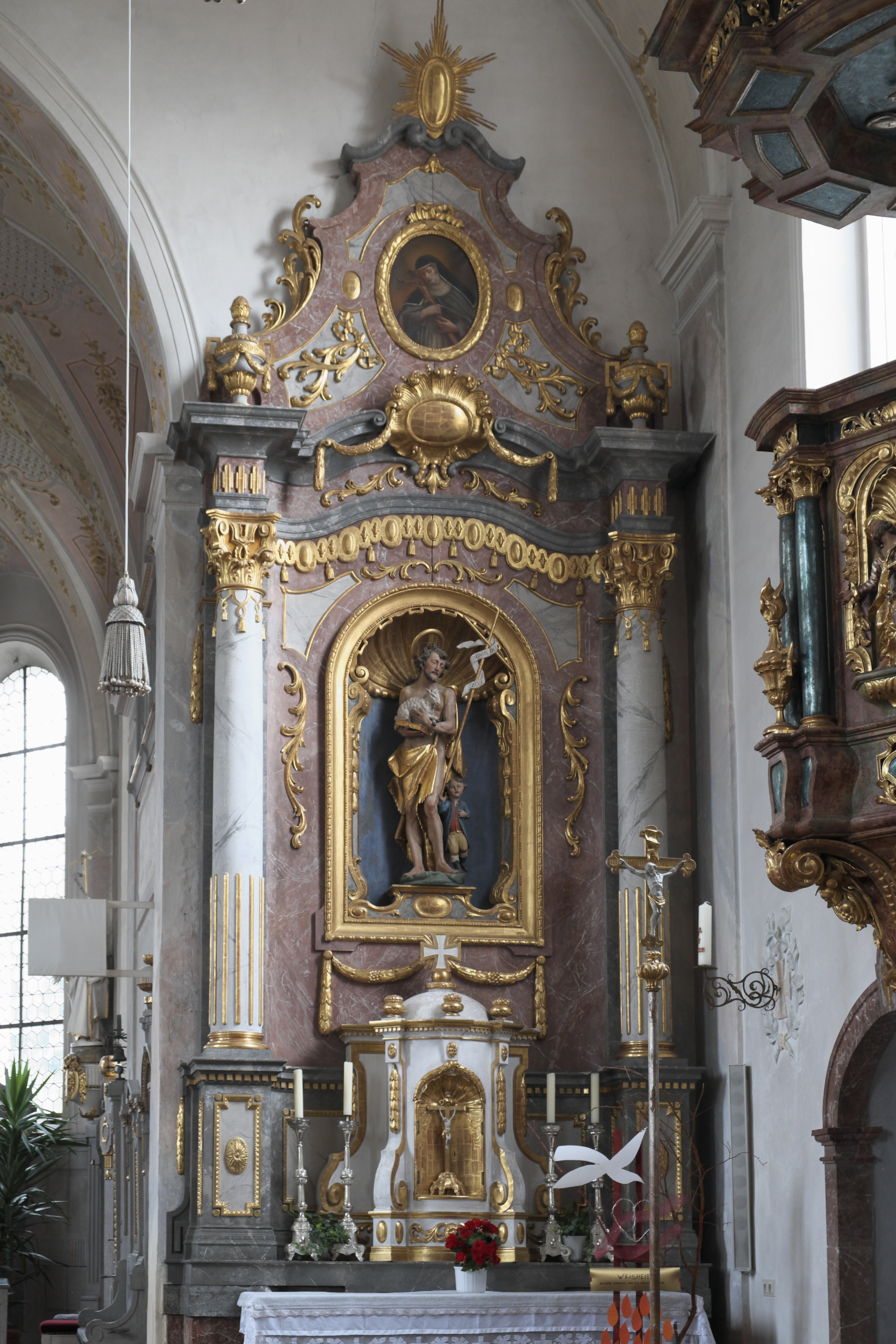
Südlicher Seitenaltar

## Epitaph für Heinrich Völkher von Freiberg
An die Außenmauer des Chors wurde 1899 das Sandsteinepitaph für Heinrich Völkher von Freiberg († 1596) und seine beiden Ehefrauen versetzt. Von dem ursprünglich dreiteiligen Epitaph, das ehemals in die Innenwand des Chors eingelassen war, ist nur noch das Mittelstück erhalten. Eine von Pilastern gerahmte Reliefdarstellung zeigt die Verstorbenen kniend unter einem Kruzifix.